# 36 Ophiuchi

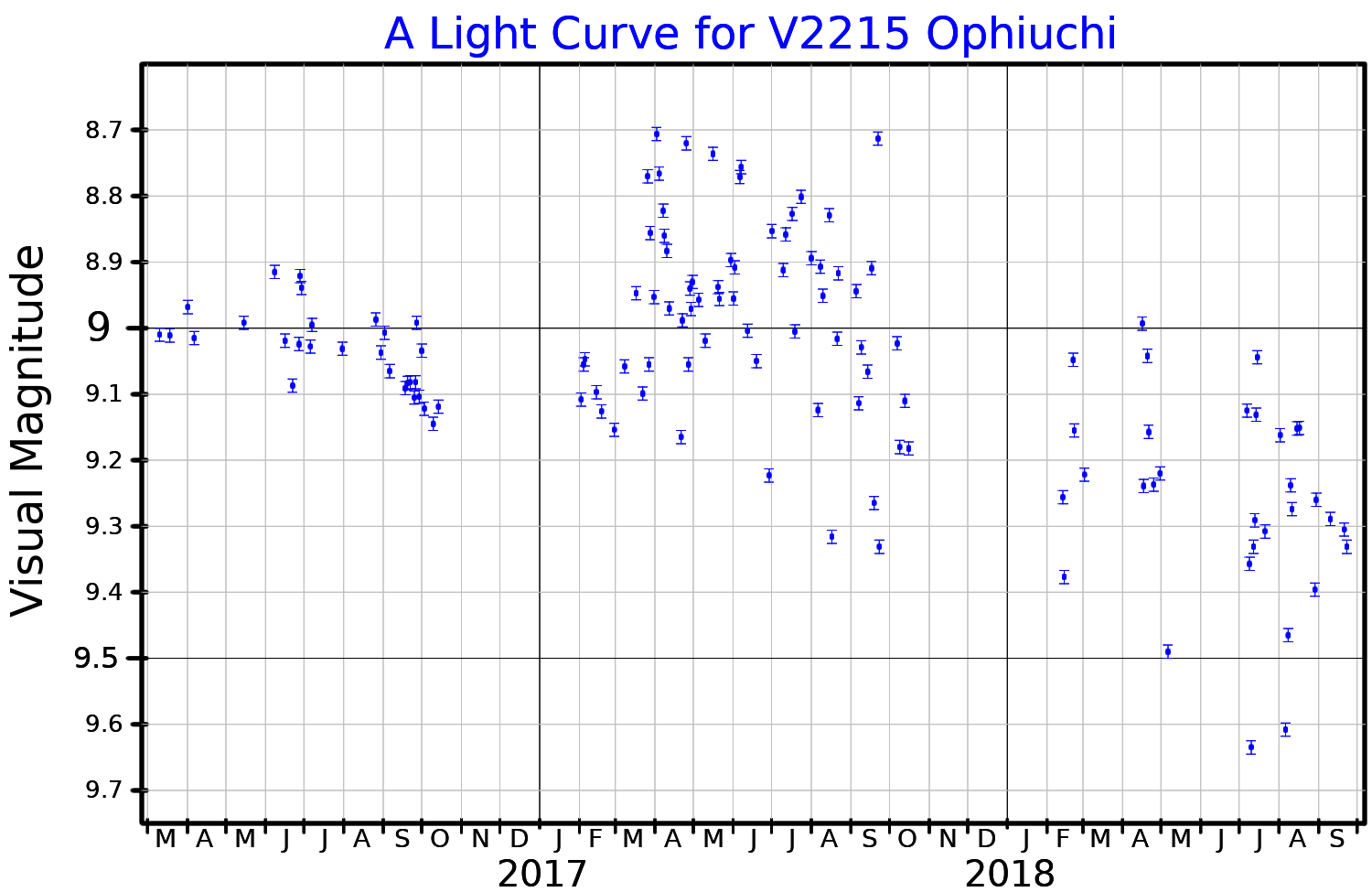
Lichtkromme van 36 Oph

36 Ophiuchi is een drievoudige ster in het sterrenbeeld Slangendrager op 19,41 lichtjaar van de zon bestaande uit die type K hoofdreekssterren (rode dwergen). De A en B componenten beschrijven een zeer excentrieke baan met een periode van ongeveer 570 jaar. De afstand tussen deze twee componenten varieert tussen 7 en 169 AE. De C component heeft geen bekende baan, maar deelt de eigenbeweging met A en B op een afstand van ongeveer 700 arcseconden.